# جیمز سی فلچر
جیمز فلچر (انگلیسی: James C. Fletcher؛ ۵ ژوئن ۱۹۱۹ – ۲۲ دسامبر ۱۹۹۱) چهارمین و هفتمین مدیر ناسا بود که نخست از ۲۷ آوریل ۱۹۷۱ تا ۱ مه ۱۹۷۷ و در دوران ریاست جمهوری ریچارد نیکسون، و بار دوم از ۱۲ مه ۱۹۸۶ تا ۸ آوریل ۱۹۸۹ در زمان ریاست جمهوری رونالد ریگان، ریاست ناسا را بر عهده گرفت. در آن دوره‌ها، او مسئول برنامه‌های اولیه برنامه شاتل‌های فضایی و بعدتر، احیا و پرواز دوباره آن پس از انفجار فضاپیمای چلنجر بود. پیش از این مسئولیت، وی ریاست دانشگاه یوتا را از سال ۱۹۶۴ تا ۱۹۷۱ میلادی بر عهده داشت.